# Brand New Story (GENERATIONS from EXILE TRIBEの曲)
「Brand New Story」（ブラン・ニュー・ストーリー）は、GENERATIONS from EXILE TRIBEのシングルである。2019年7月17日にrhythm zoneから発売された。

## 概要
- 前作「少年」から約8ヶ月半ぶりのリリース。2019年第1弾シングルで、3ヶ月連続リリースの第1弾である[1]。「CD+DVD」と「CD」の2形態での発売。
- MVはGENERATIONS初の全編アニメーションで制作。主題歌を担当したアニメ映画『きみと、波にのれたら』を手掛けたサイエンスSARUによる制作で、内容も“映画本編のその後”というコンセプトになっている[1][2]。

## メディアでの使用
- 「Brand New Story」は、アニメ映画『きみと、波にのれたら』主題歌、ブルボン「チーズジャガ」CMソング、鴨川シーワールド×アニメーション映画『きみと、波にのれたら』タイアップCMソング[3]、鴨川シーワールド夏のプロモーション曲[3]。

## 収録曲

### CD
1. Brand New Story [3:37]
作詞：和田昌哉、作曲：FAST LANE, ERIK LIDBOM
2. Control Myself [4:11]
作詞・作曲：Cory Nitta, Benjamin Gabriel Shapiro, Felicia Ferraro, Kara Jillian Madden, Benjamin Samama
3. Brand New Story (Instrumental)
4. Control Myself (Instrumental)

### DVD
1. Brand New Story (Music Video)